# Château du Plessis (Allier)
Le château du Plessis est un château fort situé à Autry-Issards, en France.

## Localisation
Le château du Plessis est situé à 2 km au sud-ouest de la commune d'Autry-Issards dans le département de l'Allier en région Auvergne-Rhône-Alpes.

## Historique
En 1497, le duc de Bourbon autorise Jean Nicolas, seigneur du Plessis, à le construire et le fortifier.
Geoffroy Aubery en fut propriétaire vers 1553 et des peintures et des tapisseries encore présentes au château illustrent sa vie auprès de Godefroy de Bouillon.

## Description
La maison forte, de la fin XVe début XVIe siècle, présente un plan cruciforme avec un logis renforcé aux angles de tourelles rondes pleines. Il est flanqué au nord par un réduit peu éclairé (« donjon » carré), voûté d'ogives et défendable par armes à feu. Un chemin de ronde à chacun des deux étages a été aménagé dans l'épaisseur des murs. Un trou central dans les niches d'archères servait de latrine.
Un second donjon, au sud, couronné de mâchicoulis, flanqué également de deux tourelles pleines à toit conique de pierre, abrite l'escalier. Deux tours isolées, en avant de la façade et qui encadraient un pont-levis qui a disparu, servaient de chapelle et de colombier et délimitaient une ancienne enceinte.

## Protection aux monuments historiques
Le château est inscrit au titre des monuments historiques par arrêté du 13 février 1928.